# Полевой, Артур Агафонович
Арту́р Агафо́нович Полево́й (род. 6 октября 1938, Свердловск) — советский и российский художник-сатирик, график, скульптор. Заслуженный работник культуры Российской Федерации.

## Биография
Из дворянской семьи. 
Учился в школе в «закрытом» городе Свердловск-45 (Лесной).
В 1965 году в Нижнем Тагиле окончил Уральское училище прикладного искусства («живопись и графика»).
В 1965—1970 гг. — главный художник Челябинской студии телевидения.
С 1970 проживал в Москве, где окончил школу карикатуристов, а в 1976 — ВГИК («художник кино»).
С 1976 по 1981 годы — старший художник-график Государственного НИИ гражданской авиации, руководил художественно-графической мастерской Центра научно-технической информации гражданской авиации.
В 1981—1982 гг. — ведущий художник ДСК треста «Оргтехстрой» в г. Сургуте.
В 1982 году вернулся в г. Лесной. Здесь, на комбинате «Электрохимприбор», работал художником-конструктором, руководителем производства художественного литья.
В 2002 переехал с семьёй в г. Всеволожск Ленинградской области.
Родители, а также младший брат Сергей (врач-травматолог), похоронены в Лесном.

## Творчество
Автор нескольких сотен карикатур. Публиковался в советской периодике. Сотрудничал с журналом «Крокодил». 
Создатель ряда художественных произведений монументального и камерного характера, автор интерьеров и экстерьеров объектов социальной инфраструктуры. 
Автор мемориала погибшим в локальных войнах жителям города Лесного.
С 2005 по 2009 год — сатирический журнал «Большой прикол» (Санкт-Петербург), авторские выставки в творческой мастерской-галерее Дмитрия Шагина. 
В 2009—2017 годах публиковался в сборнике российской карикатуры «Caricatura.ru».

## Критика
В ходе состоявшихся в конце 1990-х в Лесном персональных выставок, получил ряд негативных отзывов. Так, журналист О. Скоробогатова писала: «Яд просто капает с каждой картины. Автор вновь и вдоволь поглумился над политиками и евреями, коммунистами и новыми русскими, слабостями человеческими, которые дьявольским росчерком оказались возведёнными в ранг смертных грехов… В общем, художник достиг запланированного результата, эпатировал публику чёрным юмором и неприкрытым человеконенавистничеством».

## Награды
- Лауреат и дипломант Всесоюзных и Всероссийских конкурсов.
- Ветеран труда (1998)
- Заслуженный работник культуры РФ (1999)[6].